# 류광인 : 시간의 칼날
《류광인》(流光引)은 2024년 방송되었던 중국의 드라마이다.

## 줄거리
- 재상댁 서녀 한자청은 신분의 변화로 인해 우연히 천궐 넷째 왕자인 군북월과 얽히게 되어 강대국 환사와 이족들이 즐비한 대륙의 분쟁에 휘말린다. 막심의 독은 한자청 출생의 비밀을 이끌어내고 대륙 곳곳에 흩어진 10권의 악보들은 고향으로 돌아가는 단서가 된다. 두 사람은 수수께끼들을 하나씩 밝혀내기 위해 시련과 고난을 겪으며 함께한다. 마침내 출생의 비밀을 밝혀낸 두 사람은 각종 요악한 세력들을 제거하고 용연의 평안을 지키는 동시에 사랑의 결실을 맺는다.

## 등장 인물
- 장한 - 군북월 역
- 주쉬단 - 한자청 역
- 요이 (姚弛) - 헌원리가 역
- 해령 (karina) - 초비연 역
- 임세호 (Ryan) - 백리미생 역
- 왕호상 (王浩翔) - 사도호남 역
- 팽아기 (Yakisa) - 헌원소석 역
- 양경의 (杨景义) - 교찰 역
- 이우헌 (李雨轩) - 군북진 역
- 손의 (孙毅) - 영자 역